# Gary Gardner
Gary Gardner (Solihull, Anglia, 1992. június 29. –) angol labdarúgó, aki jelenleg az Aston Villában játszik középpályásként. Bátyja, Craig Gardner szintén labdarúgó, aki hozzá hasonlóan az Aston Villában nevelkedett, de jelenleg a Sunderland játékosa.

## Pályafutása

### Aston Villa
Gardner 2005-ben került az Aston Villa ifiakadémiájára. Mielőtt még pályára léphetett volna az U18-as csapatban, 2009 decemberében elülső keresztszalag-sérülész szenvedett. Felépülése után azonban fontos tagja lett az U18-as és a tartalék csapatnak is.
2011. január 10-én két góllal járult hozzá az Arsenal tartalékainak 10-1-es legyőzéséhez. Akcióból és büntetőből is bevette James Shea kapuját és egy-egy gólpasszt is adott Andreas Weimann-nak és Jonathan Hoggnak.  A felnőtt csapatban nemhivatalos meccsen a 2011-es Premier League Asia Trophy döntőjében mutatkozott be, a Chelsea ellen, amikor csereként váltotta Sztilijan Petrovot.
A ma már nem létező NextGen Seriesen is részt vett, mely az ificsapatok Bajnokok Ligájának felelt meg. A csoportkörök során egy-egy gólt szerzett a Fenerbahçe és a Rosenborg ellen, az Ajax ellen pedig az ő klasszikus mesterhármasával nyert csapata 3-0-ra. 2011. január 25-én, a Marseille elleni negyeddöntőben az utolsó pillanatban egyenlített a Villa számára, de hosszabbítás után a franciák nyertek 2-1-re. A sorozatban szerzett hat góljával holtversenyben a góllövőlista második helyén végzett, a középpályások közül pedig az elsőn, a Rosenborgban játszó Mushaga Bakenga és a Sportingot erősítő Betinho mellett.
2011. november 24-én Gardner egy hónapra kölcsönben a Coventry Cityhez igazolt. Két nappal később, a Brighton & Hove Albion ellen mutatkozott be és kilencpercnyi játék után gólt is szerzett, ennek ellenére csapata 2-1-re kikapott. Négy bajnoki mérkőzés után, december 21-én tért vissza az Aston Villához.
December 31-én, egy Chelsea ellen 3-1-re megnyert bajnokin mutatkozott be tétmeccsen a birminghamiak felnőtt csapatában. A 78. percben állt be, Marc Albrighton helyére. 2012. január 7-én, a Bristol Rovers elleni FA Kupa-meccsen szintén csereként állt be. Január 21-én, a Wolverhampton Wanderers elleni idegenbeli bajnokin kapott először kezdőként lehetőséget. Gardner a szezon második felében egyre több szerephez jutott az első csapatban, Sztilijan Petrov sérülései és betegeskedése miatt.
2012. augusztus 22-én ismét elülső keresztszalag-sérülést szenvedett és több mint nyolc hónapig nem játszhatott. 2013. május 11-én csereként leülhetett a kispadra a Chelsea ellen, de ekkor még nem kapott játéklehetőséget. Végül a 2012/13-as szezon utolsó napján, a Wigan Athletic ellen térhetett vissza a pályára.

## Válogatott
Gardner az U17-es, az U19-es, az U20-as és az U21-es angol válogatottban is szerepelt. 2011. november 10-én, Izland ellen csereként lépett pályára, Jason Lowe helyén és két gólt is szerzett.

## Magánélete
Bátyja, Craig Gardner szintén profi labdarúgó, aki hozzá hasonlóan az Aston Villánál nevelkedett. A testvérek rendszeresen támogatnak egy birminghami boksztermet, melyről a Soccer AM egyik 2011-es adásában is szó volt.

## Külső hivatkozások
- Gary Gardner pályafutásának statisztikái a Soccerbase oldalon (angolul)

- Adatlapja az Aston Villa honlapján